# Antitainment
Antitainment ist eine deutsche Hardcore-Band aus Bad Vilbel, Hessen.

## Geschichte
Die Band gründete sich 2001 in Bad Vilbel, einem Vorort von Frankfurt am Main, aus dem auch alle Bandmitglieder kommen.
Nachdem 2003 und 2004 die ersten EPs der Band bei Unknown Records erschienen sind, wurde 2005 im gleichen Label das erste Album Cooler Plattentitel veröffentlicht. Nach Erscheinen ihres Albums Nach der Kippe Pogo?! im Jahr 2007 bei Zeitstrafe bzw. Kidnap Music gewann die Band innerhalb der Punk- und Hardcore-Scene an Aufmerksamkeit. Das bis heute letzte Album Ich kannte die, da waren die noch real! erschien 2010 ebenfalls bei Zeitstrafe.
2004 waren Antitainment mit der Band Tragic Vision auf Tour in Osteuropa. Zwischen 2007 und 2011 spielten Antitainment deutschlandweit Konzerte, die insbesondere in Autonomen Zentren und auf kleineren Festivals stattfanden. Antitainment war 2008 Support-Act der US-amerikanischen Band Horse the Band und der deutschen Punkrockband Pascow sowie von Turbostaat. 
Offiziell aufgelöst hat sich Antitainment nicht. Seit ihrem letzten Album und anschließender Tour, deren letztes Konzert am 26. April 2011 in Chemnitz stattfand, gab es allerdings keine weiteren Veröffentlichungen oder Touren. Die Homepage der Band ist seit 2019 nicht mehr aufrufbar.
Sänger und Gitarrist Tobe ist seit 2008 auch Teil der Band Les Trucs.

## Stil
Musikalisch verbinden Antitainment Hardcore mit Synthesizer-Sounds und Orgel-Klängen, wobei sie durchweg mit Hörgewohnheiten brechen.
Die Band entzieht sich allerdings einer klaren Kategorisierung. Zur stilistischen Einordnung ihrer Musik sagt Keyboarder Matze: „Schwierige Frage, die wir bisher noch nicht beantwortet haben. Wir haben auch in Zukunft nicht vor, diese Frage zu beantworten. Wir machen einfach das, worauf wir Bock haben. Wenn die Leute das dann Hardcore nennen, habe ich nichts dagegen.“
Die Texte der Band beziehen sich häufig auf Alltagsbeobachtungen und sind überwiegend (selbst-)ironisch, beinhalten aber auch politische und philosophische Aussagen. 
Insbesondere auf dem Album Cooler Plattentitel beginnt eine Vielzahl der Songs mit Sampels von Filmzitaten. 

## Diskographie

### Alben
- 2005: Cooler Plattentitel (Unknown Records)
- 2007: Nach der Kippe Pogo?! (LP Zeitstrafe, CD Kidnap Music)
- 2010: Ich kannte die, da waren die noch real! (Zeitstrafe)

### EPs
- 2003: World Tour '84 (Unknown Records)
- 2004: Gymnasiastik mit Antitainment (Unknown Records)
- 2008: ... And Out Come The Crew (kein Label)